# Eishockey-Weltmeisterschaft der U18-Junioren 2000
Die 2. Eishockey-Weltmeisterschaften der U18-Junioren der Internationalen Eishockey-Föderation IIHF waren die Eishockey-Weltmeisterschaften des Jahres 2000 in der Altersklasse der Unter-Achtzehnjährigen (U18). Insgesamt nahmen zwischen dem 26. November 1999 und 24. April 2000 45 Nationalmannschaften an den sechs Turnieren der A- und B-Weltmeisterschaft, der Europa-Divisionen I und II inklusive zweier Qualifikationsturniere sowie den Asien-Ozeanien-Divisionen I und II teil.
Der Weltmeister wurde zum zweiten Mal die Mannschaft Finnlands, die im Finale das Team aus Russlands mit 3:1 bezwingen konnte. Die deutsche Mannschaft belegte den siebten Rang in der A-Weltmeisterschaft, während die Schweiz das gute Abschneiden der deutschsprachigen Nationen in der A-Weltmeisterschaft mit dem vierten Platz abrundete. Österreich wurde Zweiter der B-Weltmeisterschaft und verpasste damit knapp den Aufstieg.

## Teilnehmer, Austragungsorte und -zeiträume
- A-Weltmeisterschaft: 14. bis 24. April 2000 in Kloten und Weinfelden, Schweiz
Teilnehmer:  Belarus (Aufsteiger),  Deutschland,  Finnland (Titelverteidiger),  Russland,  Schweden,  Schweiz,  Slowakei,  Tschechien,  Ukraine,  USA

- B-Weltmeisterschaft: 3. bis 9. April 2000 in Riga und Liepāja, Lettland
Teilnehmer:  Dänemark,  Frankreich,  Italien,  Japan (Aufsteiger),  Lettland (Aufsteiger),  Norwegen (Absteiger),  Österreich,  Polen

- Europa-Division I: 20. bis 24. März 2000 in Maribor, Slowenien
Teilnehmer:  Estland,  Großbritannien (Absteiger),  Kasachstan,  Litauen,  Rumänien,  Slowenien,  Spanien (Aufsteiger),  Ungarn (Absteiger)

- Europa-Division II: 6. bis 12. März 2000 in Sofia, Bulgarien
Teilnehmer:  Belgien,  Bulgarien,  Island (Qualifikant),  Israel,  Jugoslawien (Absteiger),  Kroatien (Absteiger),  Luxemburg,  Niederlande,  Südafrika (Qualifikant)

- Qualifikation zur Europa-Division II
  - Gruppe A: 26. bis 27. November 1999 in Reykjavík, Island

Teilnehmer:  Irland (Absteiger),  Island (Absteiger)
  - Gruppe B: 4. März 2000 in Sofia, Bulgarien

Teilnehmer:  Südafrika (umgruppiert aus der Asien-Ozeanien-Division II),  Türkei (Neuling)

- Asien-Ozeanien-Division I: 17. bis 20. Februar 2000 in Changchun, Volksrepublik China
Teilnehmer:  Australien,  Volksrepublik China,  Nordkorea (Aufsteiger),  Südkorea

- Asien-Ozeanien-Division II: 25. bis 28. März 2000 in Bangkok, Thailand
Teilnehmer:  Republik China (Taiwan),  Mongolei (Neuling),  Neuseeland,  Thailand (erste Teilnahme seit 1998)

## A-Weltmeisterschaft
Die U18-Weltmeisterschaft wurde vom 14. bis zum 24. April 2000 in den Schweizer Städten Kloten und Weinfelden ausgetragen. Gespielt wurde im Schluefweg (7.561 Plätze) in Kloten sowie im Güttingersreuti in Weinfelden mit 3.100 Plätzen.
Am Turnier nahmen zehn Nationalmannschaften teil, die in zwei Gruppen zu je fünf Teams spielten.
| Gruppe A    | Gruppe B |
| Schweden    | Finnland |
| Schweiz     | Slowakei |
| Tschechien  | Russland |
| Ukraine     | USA      |
| Deutschland | Belarus  |

### Modus
Nach den Gruppenspielen der Vorrunde qualifizieren sich die beiden Gruppenersten direkt für das Halbfinale. Die Gruppenzweiten und -dritten bestreiten je ein Qualifikationsspiel zur Halbfinalteilnahme. Die Vierten und Fünften der Gruppenspiele bestreiten – bei Mitnahme des Ergebnisses der direkten Begegnung aus der Vorrunde – die Abstiegsrunde und ermitteln dabei einen Absteiger in die Division I.

### Austragungsorte
| Kloten |

| Weinfelden |

| Kloten |

| Weinfelden |

### Vorrunde

#### Gruppe A
| 14. April 2000 16:00 Uhr | Tschechien | 5:3 (2:1, 1:2, 2:0) | Deutschland | Schluefweg, Kloten Zuschauer: 301 |

| 14. April 2000 19:30 Uhr | Schweiz | 2:8 (1:1, 0:5, 1:2) | Schweden | Schluefweg, Kloten Zuschauer: 2.123 |

| 15. April 2000 16:00 Uhr | Deutschland | 0:3 (0:1, 0:2, 0:0) | Schweden | Schluefweg, Kloten Zuschauer: 600 |

| 15. April 2000 19:30 Uhr | Schweiz | 10:1 (4:0, 4:1, 2:0) | Ukraine | Schluefweg, Kloten Zuschauer: 1.421 |

| 16. April 2000 18:00 Uhr | Ukraine | 0:6 (0:3, 0:1, 0:2) | Tschechien | Schluefweg, Kloten Zuschauer: 300 |

| 17. April 2000 16:00 Uhr | Schweden | 6:2 (0:1, 3:1, 3:0) | Tschechien | Schluefweg, Kloten Zuschauer: 431 |

| 17. April 2000 19:30 Uhr | Deutschland | 1:3 (0:0, 1:2, 0:1) | Schweiz | Schluefweg, Kloten Zuschauer: 2.351 |

| 18. April 2000 19:30 Uhr | Ukraine | 4:4 (1:2, 1:1, 2:1) | Deutschland | Schluefweg, Kloten Zuschauer: 398 |

| 19. April 2000 16:00 Uhr | Schweden | 4:1 (0:0, 3:1, 1:0) | Ukraine | Schluefweg, Kloten Zuschauer: 300 |

| 19. April 2000 19:30 Uhr | Tschechien | 2:3 (2:1, 0:0, 0:2) | Schweiz | Schluefweg, Kloten Zuschauer: 2.013 |

| Pl. |             | Sp | S | U | N | Tore  | Punkte |
| 1.  | Schweden    | 4  | 4 | 0 | 0 | 21:05 | 8      |
| 2.  | Schweiz     | 4  | 3 | 0 | 1 | 19:09 | 6      |
| 3.  | Tschechien  | 4  | 2 | 0 | 2 | 15:12 | 4      |
| 4.  | Deutschland | 4  | 0 | 1 | 3 | 08:15 | 1      |
| 5.  | Ukraine     | 4  | 0 | 1 | 3 | 06:24 | 1      |

Abkürzungen: Pl. = Platz, Sp = Spiele, S = Siege, U = Unentschieden, N = Niederlagen

Erläuterungen: Halbfinalqualifikant, Viertelfinalqualifikant, Abstiegsrundenqualifikant

#### Gruppe B
| 14. April 2000 16:00 Uhr | Slowakei | 1:3 (0:0, 1:2, 0:1) | Finnland | Güttingersreuti, Weinfelden Zuschauer: 430 |

| 14. April 2000 19:30 Uhr | Russland | 5:1 (1:0, 3:0, 1:1) | USA | Güttingersreuti, Weinfelden Zuschauer: 965 |

| 15. April 2000 16:00 Uhr | Slowakei | 7:1 (4:0, 2:0, 1:1) | Belarus | Güttingersreuti, Weinfelden Zuschauer: 350 |

| 15. April 2000 19:30 Uhr | USA | 2:3 (1:1, 0:1, 1:1) | Finnland | Güttingersreuti, Weinfelden Zuschauer: 725 |

| 16. April 2000 18:00 Uhr | Belarus | 1:18 (0:6, 0:7, 1:5) | Russland | Güttingersreuti, Weinfelden Zuschauer: 330 |

| 17. April 2000 16:00 Uhr | USA | 1:4 (0:1, 1:1, 0:2) | Slowakei | Güttingersreuti, Weinfelden Zuschauer: 410 |

| 17. April 2000 19:30 Uhr | Finnland | 2:5 (1:3, 1:1, 0:1) | Russland | Güttingersreuti, Weinfelden Zuschauer: 1.450 |

| 18. April 2000 19:30 Uhr | Belarus | 1:9 (0:2, 1:3, 0:4) | USA | Güttingersreuti, Weinfelden Zuschauer: 410 |

| 19. April 2000 16:00 Uhr | Finnland | 11:1 (4:0, 4:0, 3:1) | Belarus | Güttingersreuti, Weinfelden Zuschauer: 310 |

| 19. April 2000 19:30 Uhr | Russland | 5:0 (3:0, 0:0, 2:0) | Slowakei | Güttingersreuti, Weinfelden Zuschauer: 735 |

| Pl. |          | Sp | S | U | N | Tore  | Punkte |
| 1.  | Russland | 4  | 4 | 0 | 0 | 33:04 | 8      |
| 2.  | Finnland | 4  | 3 | 0 | 1 | 19:09 | 6      |
| 3.  | Slowakei | 4  | 2 | 0 | 2 | 12:10 | 4      |
| 4.  | USA      | 4  | 1 | 0 | 3 | 13:13 | 2      |
| 5.  | Belarus  | 4  | 0 | 0 | 4 | 04:45 | 0      |

Abkürzungen: Pl. = Platz, Sp = Spiele, S = Siege, U = Unentschieden, N = Niederlagen

Erläuterungen: Halbfinalqualifikant, Viertelfinalqualifikant, Abstiegsrundenqualifikant

### Abstiegsrunde
| 21. April 2000 15:30 Uhr | Deutschland | 10:0 (5:0, 2:0, 3:0) | Belarus | Güttingersreuti, Weinfelden Zuschauer: 301 |

| 21. April 2000 19:30 Uhr | USA | 6:0 (2:0, 2:0, 2:0) | Ukraine | Güttingersreuti, Weinfelden Zuschauer: 340 |

| 22. April 2000 15:30 Uhr | USA | 1:3 (0:1, 1:0, 0:2) | Deutschland | Güttingersreuti, Weinfelden Zuschauer: 322 |

| 22. April 2000 19:30 Uhr | Belarus | 3:8 (2:1, 1:4, 0:3) | Ukraine | Güttingersreuti, Weinfelden Zuschauer: 311 |

| Pl. |             | Sp | S | U | N | Tore  | Punkte |
| 1.  | Deutschland | 3  | 2 | 1 | 0 | 17:05 | 5      |
| 2.  | USA         | 3  | 2 | 0 | 1 | 16:04 | 4      |
| 3.  | Ukraine     | 3  | 1 | 1 | 1 | 12:13 | 3      |
| 4.  | Belarus     | 3  | 0 | 0 | 3 | 04:27 | 0      |

Anmerkung: Die Vorrundenspiele  Ukraine –  Deutschland (4:4) und  Belarus –  USA (1:9) sind in die Tabelle eingerechnet.

Abkürzungen: Pl. = Platz, Sp = Spiele, S = Siege, U = Unentschieden, N = Niederlagen

Erläuterungen: Absteiger in die Division I

### Finalrunde
|  | Viertelfinale    | Viertelfinale | Viertelfinale |    |          | Halbfinale | Halbfinale | Halbfinale |    |          | Finale           | Finale           | Finale           |
|  |                  |               |               |    |          |            |            |            |    |          |                  |                  |                  |
|  |                  |               |               |    |          | B1         | Russland   | 4          |    |          |                  |                  |                  |
|  | A2               | Schweiz       | 3             |    |          | A2         | Schweiz    | 1          |    |          |                  |                  |                  |
|  | B3               | Slowakei      | 0             |    |          |            |            |            |    | B1       | Russland         | 1                |                  |
|  |                  |               |               |    | B2       | Finnland   | 3          |            |    |          |                  |                  |                  |
|  |                  |               |               | A1 | Schweden | 2          |            |            |    |          |                  |                  |                  |
|  | B2               | Finnland      | 3             |    |          | B2         | Finnland   | 4          |    |          | Spiel um Platz 3 | Spiel um Platz 3 | Spiel um Platz 3 |
|  | A3               | Tschechien    | 0             |    |          |            |            |            | A1 | Schweden | 7                |                  |                  |
|  |                  |               |               | A2 | Schweiz  | 1          |            |            |    |          |                  |                  |                  |
|  |                  |               |               |    |          |            |            |            |    |          |                  |                  |                  |
|  | Spiel um Platz 5 |               |               |    |          |            |            |            |    |          |                  |                  |                  |
|  | B3               | Slowakei      | 4             |    |          |            |            |            |    |          |                  |                  |                  |
|  | A3               | Tschechien    | 3             |    |          |            |            |            |    |          |                  |                  |                  |

#### Viertelfinale
| 21. April 2000 15:30 Uhr | Schweiz | 3:0 (0:0, 1:0, 2:0) | Slowakei | Schluefweg, Kloten Zuschauer: 3.177 |

| 21. April 2000 19:30 Uhr | Finnland | 3:0 (1:0, 0:0, 2:0) | Tschechien | Schluefweg, Kloten Zuschauer: 968 |

#### Spiel um Platz 5
| 24. April 2000 12:00 Uhr | Slowakei | 4:3 n. P. (0:0, 3:3, 0:0, 0:0, 1:0) | Tschechien | Güttingersreuti, Weinfelden Zuschauer: 300 |

#### Halbfinale
| 22. April 2000 15:30 Uhr | Schweden | 2:4 (1:0, 1:2, 0:2) | Finnland | Schluefweg, Kloten Zuschauer: 864 |

| 22. April 2000 19:30 Uhr | Russland | 4:1 (0:0, 0:1, 4:0) | Schweiz | Schluefweg, Kloten Zuschauer: 4.131 |

#### Spiel um Platz 3
| 24. April 2000 12:00 Uhr | Schweden | 7:1 (3:1, 4:0, 0:0) | Schweiz | Schluefweg, Kloten Zuschauer: 3.633 |

#### Finale
| 24. April 2000 16:00 Uhr | Russland | 1:3 (0:1, 1:1, 0:1) | Finnland | Schluefweg, Kloten Zuschauer: 3.288 |

### Statistik

#### Beste Scorer
Abkürzungen: GP = Spiele, G = Tore, A = Assists, Pts = Punkte, +/− = Plus/Minus, PIM = Strafminuten; Fett: Turnierbestwert
| Spieler           | Team     | GP | G | A | Pts | +/− | PIM |
| ----------------- | -------- | -- | - | - | --- | --- | --- |
| Jegor Schastin    | Russland | 6  | 7 | 4 | 11  | +10 | 4   |
| Sven Helfenstein  | Schweiz  | 7  | 5 | 6 | 11  | +3  | 2   |
| Jens Karlsson     | Schweden | 6  | 5 | 4 | 9   | +7  | 20  |
| Marián Gáborík    | Slowakei | 6  | 6 | 2 | 8   | +3  | 12  |
| Tuomo Ruutu       | Finnland | 7  | 6 | 2 | 8   | +2  | 0   |
| Martin Samuelsson | Schweden | 6  | 3 | 5 | 8   | +6  | 6   |
| Alexander Switow  | Russland | 6  | 3 | 5 | 8   | +10 | 8   |
| Janne Jokila      | Finnland | 7  | 3 | 5 | 8   | +5  | 8   |
| Pawel Worobjow    | Russland | 6  | 2 | 6 | 8   | +4  | 10  |
| Thibaut Monnet    | Schweiz  | 7  | 4 | 3 | 7   | +1  | 6   |

#### Beste Torhüter
Abkürzungen: GP = Spiele, TOI = Eiszeit (in Minuten), GA = Gegentore, SO = Shutouts, Sv% = gehaltene Schüsse (in %), GAA = Gegentorschnitt; Fett: Turnierbestwert
| Spieler          | Team     | GP | TOI    | GA | SO | Sv%   | GAA  |
| ---------------- | -------- | -- | ------ | -- | -- | ----- | ---- |
| Kari Lehtonen    | Finnland | 6  | 307:11 | 9  | 1  | 96,30 | 1,76 |
| Travis Weber     | USA      | 3  | 150:39 | 2  | 1  | 96,00 | 0,80 |
| Andrei Medwedew  | Russland | 3  | 180:00 | 4  | 0  | 95,60 | 1,33 |
| Sergei Mylnikow  | Russland | 3  | 180:00 | 4  | 1  | 95,12 | 1,33 |
| Henrik Lundqvist | Schweden | 4  | 240:00 | 9  | 0  | 93,88 | 2,25 |

### Abschlussplatzierungen
| Pl. | Team        |
| --- | ----------- |
| 1   | Finnland    |
| 2   | Russland    |
| 3   | Schweden    |
| 4   | Schweiz     |
| 5   | Slowakei    |
| 6   | Tschechien  |
| 7   | Deutschland |
| 8   | USA         |
| 9   | Ukraine     |
| 10  | Belarus     |

### Titel, Auf- und Abstieg
| Weltmeister Finnland | Semir Ben-Amor, Jaakko Hagelberg, Jarkko Immonen, Janne Jokila, Mikko Kankaanperä, Toni Koivisto, Mikko Koivu, Juho Kuronen, Matti Kuusisto, Teemu Laine, Kari Lehtonen, Tero Määttä, Tuukka Mäkelä, Olli Malmivaara, Toni Mustonen, Tuomas Pihlman, Joni Puurula, Tuomo Ruutu, Pekka Saarenheimo, Markus Seikola, Harri Suutarinen, Karri Takko Trainer: Timo Tuomi |

| Silber Russland | Alexander Frolow, Wladimir Gussew, Michail Jakubow, Igor Knjasew, Ilja Kowaltschuk, Wladislaw Lutschkin, Andrei Medwedew, Sergei Mylnikow, Ilja Nikulin, Andrei Sabolotnew, Ruslan Sainullin, Igor Samoilow, Jegor Schastin, Alexander Selujanow, Iwan Sidorow, Alexei Smirnow, Sergei Soin, Alexander Switow, Juri Trubatschow, Artjom Tschernow, Anton Woltschenkow, Pawel Worobjow Trainer: Andrei Pjatanow |

| Bronze Schweden | Pelle Andersson, Johan Eneqvist, Tim Eriksson, Johan Hägglund, Magnus Hedlund, Per Helmersson, Daniel Hermansson, Niklas Holm, Michael Irani, Lars Jonsson, Andreas Jungbeck, Henrik Lundqvist, Joel Lundqvist, Jens Karlsson, Mattias Nilsson, Jonas Nordquist, Peter Öberg, Pontus Petterström, Martin Samuelsson, Jörgen Sundqvist, Niclas Wästlund, Daniel Widing Trainer: Lars Lisspers |

| Absteiger in die Division I:    | Belarus  |
| Aufsteiger in die Top-Division: | Norwegen |

### Auszeichnungen
Spielertrophäen
| Auszeichnung       | Spieler        | Team     |
| ------------------ | -------------- | -------- |
| Bester Torhüter    | Kari Lehtonen  | Finnland |
| Bester Verteidiger | Magnus Hedlund | Schweden |
| Bester Stürmer     | Jegor Schastin | Russland |

## B-Weltmeisterschaft

### Vorrunde
| Teams       | JPN | NOR | ITA | DAN | Tore | Pkt. |
| ----------- | --- | --- | --- | --- | ---- | ---- |
| 1. Japan    |     | 3:2 | 3:3 | 3:0 | 9:5  | 5:1  |
| 2. Norwegen | 2:3 |     | 8:1 | 9:4 | 19:8 | 4:2  |
| 3. Italien  | 3:3 | 1:8 |     | 5:4 | 9:15 | 3:3  |
| 4. Dänemark | 0:3 | 4:9 | 4:5 |     | 8:17 | 0:6  |

| Teams         | AUT | LAT | POL | FRA | Tore  | Pkt. |
| ------------- | --- | --- | --- | --- | ----- | ---- |
| 1. Österreich |     | 3:3 | 5:4 | 6:1 | 14:8  | 5:1  |
| 2. Lettland   | 3:3 |     | 4:4 | 5:3 | 12:10 | 4:2  |
| 3. Polen      | 4:5 | 4:4 |     | 5:4 | 13:13 | 3:3  |
| 4. Frankreich | 1:6 | 3:5 | 4:5 |     | 8:16  | 0:6  |

### Final- und Abstiegsrunde
| Teams         | DAN   | ITA   | POL   | FRA   | Tore  | Pkt. |
| ------------- | ----- | ----- | ----- | ----- | ----- | ---- |
| 1. Dänemark   |       | (4:5) | 9:4   | 5:3   | 18:12 | 4:2  |
| 2. Italien    | (5:4) |       | 2:3   | 4:1   | 11:8  | 4:2  |
| 3. Polen      | 4:9   | 3:2   |       | (5:4) | 12:15 | 4:2  |
| 4. Frankreich | 3:5   | 1:4   | (4:5) |       | 8:14  | 0:6  |

| Teams         | NOR   | AUT   | LAT   | JPN   | Tore  | Pkt. |
| ------------- | ----- | ----- | ----- | ----- | ----- | ---- |
| 1. Norwegen   |       | 3:2   | 5:2   | (2:3) | 10:7  | 4:2  |
| 2. Österreich | 2:3   |       | (3:3) | 5:2   | 10:8  | 3:3  |
| 3. Lettland   | 2:5   | (3:3) |       | 5:2   | 10:10 | 3:3  |
| 4. Japan      | (3:2) | 2:5   | 2:5   |       | 7:12  | 2:4  |

### Abschlussplatzierungen
| RF | Team       |
| -- | ---------- |
| 1  | Norwegen   |
| 2  | Österreich |
| 3  | Lettland   |
| 4  | Japan      |
| 5  | Dänemark   |
| 6  | Italien    |
| 7  | Polen      |
| 8  | Frankreich |

### Auf- und Abstieg
| Junioren B-Weltmeister 2000: | Norwegen              |
| Aufsteiger in die A-Gruppe:  | Norwegen              |
| Absteiger aus der A-Gruppe:  | Belarus               |
| Absteiger aus der B-Gruppe:  | Polen, Frankreich     |
| Aufsteiger in die B-Gruppe:  | Kasachstan, Nordkorea |

## Europa-Division

### Europa-Division I in Maribor, Slowenien

#### Vorrunde
| Teams      | EST | HUN  | LTU  | ESP  | Tore  | Pkt. |
| ---------- | --- | ---- | ---- | ---- | ----- | ---- |
| 1. Estland |     | 6:5  | 7:1  | 8:1  | 21:7  | 6:0  |
| 2. Ungarn  | 5:6 |      | 9:3  | 10:4 | 24:13 | 4:2  |
| 3. Litauen | 1:7 | 3:9  |      | 10:7 | 14:23 | 2:4  |
| 4. Spanien | 1:8 | 4:10 | 7:10 |      | 12:28 | 0:6  |

| Teams             | KAZ  | SLO | GBR | ROM  | Tore  | Pkt. |
| ----------------- | ---- | --- | --- | ---- | ----- | ---- |
| 1. Kasachstan     |      | 6:4 | 8:0 | 18:1 | 32:5  | 6:0  |
| 2. Slowenien      | 4:6  |     | 8:3 | 9:0  | 21:9  | 4:2  |
| 3. Großbritannien | 0:8  | 3:8 |     | 7:2  | 10:18 | 2:4  |
| 4. Rumänien       | 1:18 | 0:9 | 2:7 |      | 3:34  | 0:6  |

#### Finale und Platzierungsspiele
| Spiel um Platz 7 |         |                |   |         |  |                                 |
| 24. März 2000    | Maribor | Rumänien       | – | Spanien |  | 7:2 (2:0,4:1,1:1)               |
|                  |         |                |   |         |  |                                 |
| Spiel um Platz 5 |         |                |   |         |  |                                 |
| 24. März 2000    | Maribor | Großbritannien | – | Litauen |  | 5:4 n. P. (1:2,2:1,1:1,0:0,1:0) |
|                  |         |                |   |         |  |                                 |
| Spiel um Platz 3 |         |                |   |         |  |                                 |
| 24. März 2000    | Maribor | Slowenien      | – | Ungarn  |  | 13:0 (4:0,4:0,5:0)              |
|                  |         |                |   |         |  |                                 |
| Finale           |         |                |   |         |  |                                 |
| 24. März 2000    | Maribor | Kasachstan     | – | Estland |  | 4:2 (1:1,2:1,1:0)               |

#### Abschlussplatzierungen
| RF | Team           |
| -- | -------------- |
| 1  | Kasachstan     |
| 2  | Estland        |
| 3  | Slowenien      |
| 4  | Ungarn         |
| 5  | Großbritannien |
| 6  | Litauen        |
| 7  | Rumänien       |
| 8  | Spanien        |

#### Auf- und Abstieg
| Aufsteiger in die B-Gruppe:   | Kasachstan        |
| Absteiger aus der B-Gruppe:   | Polen, Frankreich |
| Absteiger aus der Division I: | Rumänien, Spanien |
| Aufsteiger in die Division I: | Kroatien          |

ab der kommenden Saison wird die Europa-Division I zur Welt-Division II (entspricht der ehemaligen C-Gruppe)

### Europa-Division II in Sofia, Bulgarien

#### Vorrunde
| Teams        | CRO  | BUL  | LUX  | Tore | Pkt. |
| ------------ | ---- | ---- | ---- | ---- | ---- |
| 1. Kroatien  |      | 18:0 | 20:0 | 38:0 | 4:0  |
| 2. Bulgarien | 0:18 |      | 3:2  | 3:20 | 2:2  |
| 3. Luxemburg | 0:20 | 2:3  |      | 2:23 | 0:4  |

| Teams          | YUG | ISR | ISL | Tore  | Pkt. |
| -------------- | --- | --- | --- | ----- | ---- |
| 1. Jugoslawien |     | 8:6 | 5:4 | 13:10 | 4:0  |
| 2. Israel      | 6:8 |     | 4:2 | 10:10 | 2:2  |
| 3. Island      | 4:5 | 2:4 |     | 6:9   | 0:4  |

| Teams          | NED | BEL | RSA | Tore | Pkt. |
| -------------- | --- | --- | --- | ---- | ---- |
| 1. Niederlande |     | 3:1 | 9:2 | 12:3 | 4:0  |
| 2. Belgien     | 1:3 |     | 7:1 | 8:4  | 2:2  |
| 3. Südafrika   | 2:9 | 1:7 |     | 3:16 | 0:4  |

#### Finalrunde und Platzierungsrunden
| Teams        | RSA | LUX | ISL | Tore | Pkt. |
| ------------ | --- | --- | --- | ---- | ---- |
| 1. Südafrika |     | 3:1 | 3:3 | 6:4  | 3:1  |
| 2. Luxemburg | 1:3 |     | 8:5 | 9:8  | 2:2  |
| 3. Island    | 3:3 | 5:8 |     | 8:11 | 1:3  |

| Teams        | BEL | ISR | BUL | Tore | Pkt. |
| ------------ | --- | --- | --- | ---- | ---- |
| 1. Belgien   |     | 5:3 | 8:0 | 13:3 | 4:0  |
| 2. Israel    | 3:5 |     | 7:4 | 10:9 | 2:2  |
| 3. Bulgarien | 0:8 | 4:7 |     | 4:15 | 0:4  |

| Teams          | CRO  | NED | YUG  | Tore | Pkt. |
| -------------- | ---- | --- | ---- | ---- | ---- |
| 1. Kroatien    |      | 8:2 | 11:4 | 19:6 | 4:0  |
| 2. Niederlande | 2:8  |     | 8:1  | 10:9 | 2:2  |
| 3. Jugoslawien | 4:11 | 1:8 |      | 5:19 | 0:4  |

#### Abschlussplatzierungen
| RF | Team        |
| -- | ----------- |
| 1  | Kroatien    |
| 2  | Niederlande |
| 3  | Jugoslawien |
| 4  | Belgien     |
| 5  | Israel      |
| 6  | Bulgarien   |
| 7  | Südafrika   |
| 8  | Luxemburg   |
| 9  | Island      |

#### Auf- und Abstieg
| Aufsteiger in die Division I:  | Kroatien          |
| Absteiger aus der Division I:  | Spanien, Rumänien |
| Absteiger aus der Division II: | Island            |
| Aufsteiger in die Division II: | kein Aufsteiger   |

ab der kommenden Saison wird die Europa-Division II zur Welt-Division III (ehemals D-Gruppe genannt)

### Qualifikation zur Europa-Division II

#### Gruppe A in Reykjavík, Island
| 26. November 1999 | Reykjavík | Island | – | Irland |  | 13:2 (2:0,7:0,4:2) |
|                   |           |        |   |        |  |                    |
| 27. November 1999 | Reykjavík | Island | – | Irland |  | 12:3 (3:0,2:3,7:0) |

#### Gruppe B in Sofia, Bulgarien
| 4. März 2000 | Sofia | Südafrika | – | Türkei |  | 3:1 (0:0,1:1,2:0) |

| qualifiziert für die Europa-Division I: | Island, Südafrika |

## Asien-Ozeanien-Division

### Asien-Ozeanien-Division I in Changchun, Volksrepublik China
| Teams                  | PRK | KOR | CHN  | AUS  | Tore | Pkt. |
| ---------------------- | --- | --- | ---- | ---- | ---- | ---- |
| 1. Nordkorea           |     | 3:2 | 5:1  | 8:0  | 16:3 | 6:0  |
| 2. Südkorea            | 2:3 |     | 4:2  | 9:2  | 15:7 | 4:2  |
| 3. Volksrepublik China | 1:5 | 2:4 |      | 10:0 | 13:9 | 2:4  |
| 4. Australien          | 0:8 | 2:9 | 0:10 |      | 2:27 | 0:6  |

#### Auf- und Abstieg
| Aufsteiger in die B-Gruppe:   | Nordkorea      |
| Absteiger aus der B-Gruppe:   | kein Absteiger |
| Absteiger aus der Division I: | kein Absteiger |
| Aufsteiger in die Division I: | Neuseeland     |

ab der kommenden Saison steigt der Sieger der Asien-Division I nicht mehr in die Welt-Division I (ehemals B-Gruppe), sondern in die Division III (ehemals D-Gruppe genannt) auf.

### Asien-Ozeanien-Division II in Bangkok, Thailand
| Teams                      | NZL | TPE | THA | MGL | Tore | Pkt. |
| -------------------------- | --- | --- | --- | --- | ---- | ---- |
| 1. Neuseeland              |     | 3:3 | 7:2 | 5:1 | 15:6 | 5:1  |
| 2. Republik China (Taiwan) | 3:3 |     | 3:1 | 6:2 | 12:6 | 5:1  |
| 3. Thailand                | 2:7 | 1:3 |     | 4:4 | 7:14 | 1:5  |
| 4. Mongolei                | 1:5 | 2:6 | 4:4 |     | 7:15 | 1:5  |

#### Auf- und Abstieg
| Aufsteiger in die Division I: | Neuseeland     |
| Absteiger aus der Division I: | kein Absteiger |